# Паньок Ілля Володимирович
Паньо́к Ілля́ Володи́мирович (1 серпня 1963 р.) — український художник-монументаліст.

## Біографія
Ілля Паньок народився 1 серпня 1963 року в Чернігові. У 1986 році закінчив Харківське державне художнє училище, у 1991 році — Харківський художньо-промисловий інститут за спеціальністю «художник монументально-декоративного мистецтва». Після закінчення інституту деякий час викладав у ньому живопис на кафедрі монументально-декоративного мистецтва. З 1992 року є вільним художником монументально-декоративного мистецтва. У 1994 році став членом Національної спілки художників України.
З 1990 року є постійним учасником міжнародних, всеукраїнських, обласних, міських виставок. У 1993–1994 роках був учасником групи «НЕОНЕОН», у 1998 році брав участь у молодіжній міжнародній художній акції «Мрія України», Крим-Київ-Західна Європа.
Малює в стилі романтичного сюрреалізму, з елементами символізму. У своєму творчому доробку має більше 150 живописних картин написаних в різних жанрах. Працює в галузі вітражу, мозаїки, стінного розпису.
Картини знаходяться у міністерстві Культури України, галереї сучасного мистецтва НПК-Банку, Чернігівському художньому музеї, у приватних колекціях, збірках України та за кордоном — Австралії, Німеччині, Росії, Франції, ПАР, Японії та інших.

## Персональні виставки
- 1992 р. — галерея «Український дім» (м. Київ).
- 1994 р. — галерея «Український Засів» (м. Харків).
- 2001 р. — Український культурний центр (м. Харків).
- 2002 р. — ЦДХ (м. Москва).
- 2006 р. — Галерея сучасного мистецтва (Німеччина).
- 2007 р. — Чернігівський художній музей.
- 2007 р. — галерея «Український дім», м. Київ.
- 2007 р. — Львівський палац мистецтв.
- 2008 р. — Харківський національний університет ім. В. Н. Каразіна.
- 2008 р. — Виставкові зали Харківського планетарію
- 2014 р. — Персональна виставка «Козак-Мамай» (м. Харків, бібліотека імені К. Станіславського).
- 2014 р. — Персональна виставка «Французька весна», (м. Харків, Будинок лікаря).
- 2014 р. — Персональна виставка «Романтичний образ», (м. Харків, Будинок лікаря).

## Перелік всіх виставок Іллі Панька
- 1992 р. — Всеукраїнська художня виставка (м. Київ).
- 1993 р. — Всеукраїнська весняна художня виставка (м. Київ), «Мальовнича Україна» (м. Суми), групова виставка «НЕОНЕОН» (м. Київ, Український дім; м. Харків, «Будинок художника»).
- 1994 р. — Міжнародна виставка живопису сучасних художників Білорусі, України, Росії, присвяченої 150-річчю з дня народження І. Ю. Рєпіна. (м. Харків).
- 1997 р. — Різдвяна виставка (м. Харків, «Будинок художника»).
- 1998 р. — Всеукраїнська художня виставка (м. Київ, Український дім), обласна ювілейна виставка «Мистецькі шляхи Харківщини» (м. Харків)
- 1999 р. — Всеукраїнська виставка «Осінній салон» (м. Київ), всеукраїнська виставка присвячена І. Ю. Рєпіну (м. Харків), всеукраїнська виставка присвячена Т. Г. Шевченко (м. Київ).
- 2002 р. — Виставка «Україна у Москві» (м. Москва), всеукраїнська виставка, присвячена Дню художника (м. Харків).
- 2003 р. — Регіональна виставка (м. Харків).
- 2004 р. — Регіональна виставка (м. Харків).
- 2005 р. — Регіональна виставка (м. Харків).
- 2006 р. — Незалежний продюсерський центр Бойко (галерея «Глобус»), регіональна виставка (м. Харків).
- 2007 р. — Персональна виставка «Священний поєдинок» (Чернігівський художній музей, «Український дім», Львівський палац мистецтв,
- 2007 р. — Персональна виставка «Пробудження», виставкові зали Харківського національного університету імені В. Н. Каразіна.
- 2008 р. — Персональна виставка «Зоряний час», виставкові зали Харківського планетарію.
- 2009 р. — Осіння виставка ХНСХУ (м. Харків «Будинок художника»)
- 2010 р. — Регіональна художня виставка (м. Харків).
- 2011 р. — Міжнародна виставка «Космос — очима художників» (м. Харків).
- 2012 p. — Міжнародний пленер «Зорі Кремінщини», м. Кремінне, Луганська обл. Цикл картин «Прекрасна Слобожанщина».
- 2013 р. — І міжнародний фестиваль скульптури, м. Кремінне, Луганська обл.
- 2013 р. — Участь у міжнародному конкурсі мистецтв, Agora Gallery, (м. Челсі, США).
- 2014 р. — Виставка «Крила свободи» (м. Харків, галерея «Мистецтво Слобожанщини»).